# Karl Fisslthaler

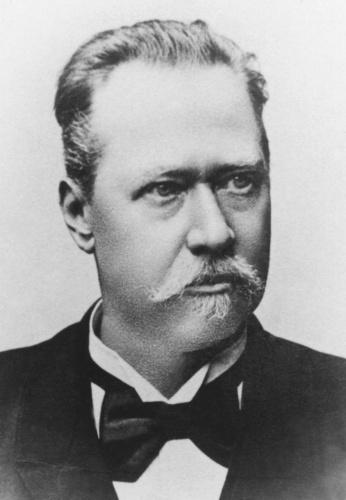
Karl Fisslthaler

Karl Fisslthaler (* 11. November 1846 in Schrems, Niederösterreich; † 24. März 1921 ebenda) war ein österreichischer Politiker (CS), Landwirt und Postmeister. Er war Abgeordneter zum Niederösterreichischen Landtag und Abgeordneter des Österreichischen Abgeordnetenhauses.

## Leben
Fisslthaler wurde als Sohn des Postmeisters und Landwirts Josef Fisslthaler geboren, sein Großvater war Georg Fisslthaler. Er besuchte die Oberrealschule in Linz und absolvierte in der Folge die Landwirtschaftliche Lehranstalt in Ungarisch-Altenburg (Mosonmagyaróvár). Er war ab 1876 beruflich als Landwirt und Postmeister in Schrems aktiv und ging 1917 in Pension. Politisch engagierte sich Fisslthaler zwischen 1888 und 1919 als Gemeinderat in Schrems, war Mitglied des Bezirksarmenrates, Mitglied des Bezirksstraßenausschusses und des Bezirksschulrates sowie Mitglied des Landeskulturrates. Zudem engagierte sich Fisslthaler als Obmann des landwirtschaftlichen Kasinos sowie der Stierkörungskommission und war 1906 Mitbegründer des Ausschusses des Niederösterreichischen Bauernbundes sowie dessen Kassier. Zudem wirkte er als Obmann des Aufsichtsrats der Niederösterreichischen Genossenschafts-Zentralkasse.
In den Niederösterreichischen Landtag wurde Fisslthaler erstmals 1902 gewählt, dem er in der Folge vom 12. Dezember 1902 bis zum 4. Mai 1919 angehörte. Er war zwischen 1902 und 1908 Abgeordneter der Landgemeinden Waidhofen an der Thaya etc. und zwischen 1909 und 1915 Abgeordneter der Landgemeinden der Gerichtsbezirke Schrems, Litschau und Gmünd. Zuletzt war er zwischen November 1918 und Mai 1919 Abgeordneter des provisorischen Landtags. Fisslthaler kandidierte bei der Reichsratswahl 1907 im Wahlbezirk 60 und setzte sich mit 69 Prozent im ersten Wahlgang durch. Bei der Reichsratswahl 1911 konnte er sein Mandat mit 54 Prozent erneut im ersten Wahlgang verteidigen. Er gehörte dem Reichsrat während der XI. und XII Legislaturperiode zwischen dem 17. Juni 1907 und dem 12. November 1918 an und war Mitglied im Klub der Christlichsozialen Vereinigung bzw. der Christlichsozialen Vereinigung deutscher Abgeordneter. Als Reichsratsabgeordneter gehörte Fisslthaler nach dem Zusammenbruch der Habsburgermonarchie zwischen dem 21. Oktober 1918 und dem 16. Februar 1919 zudem der Provisorischen Nationalversammlung an. 1918 wurde er in den Staatsgerichtshof entsandt.